# Domenico Quaglio

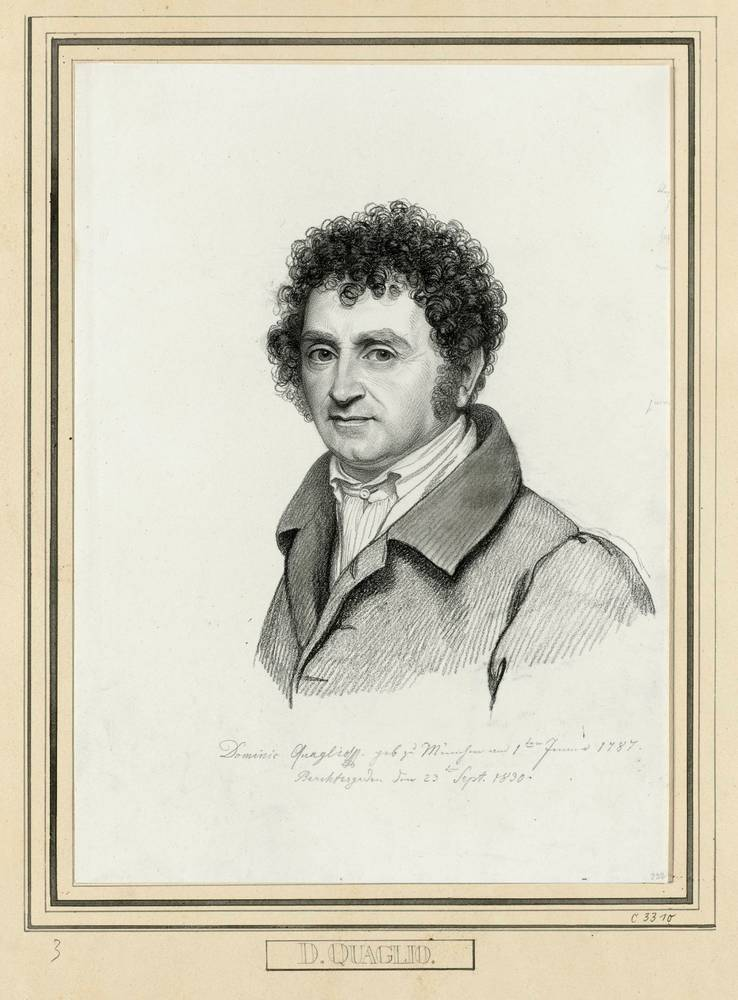
Domenico Quaglio, Portrait von Vogel von Vogelstein

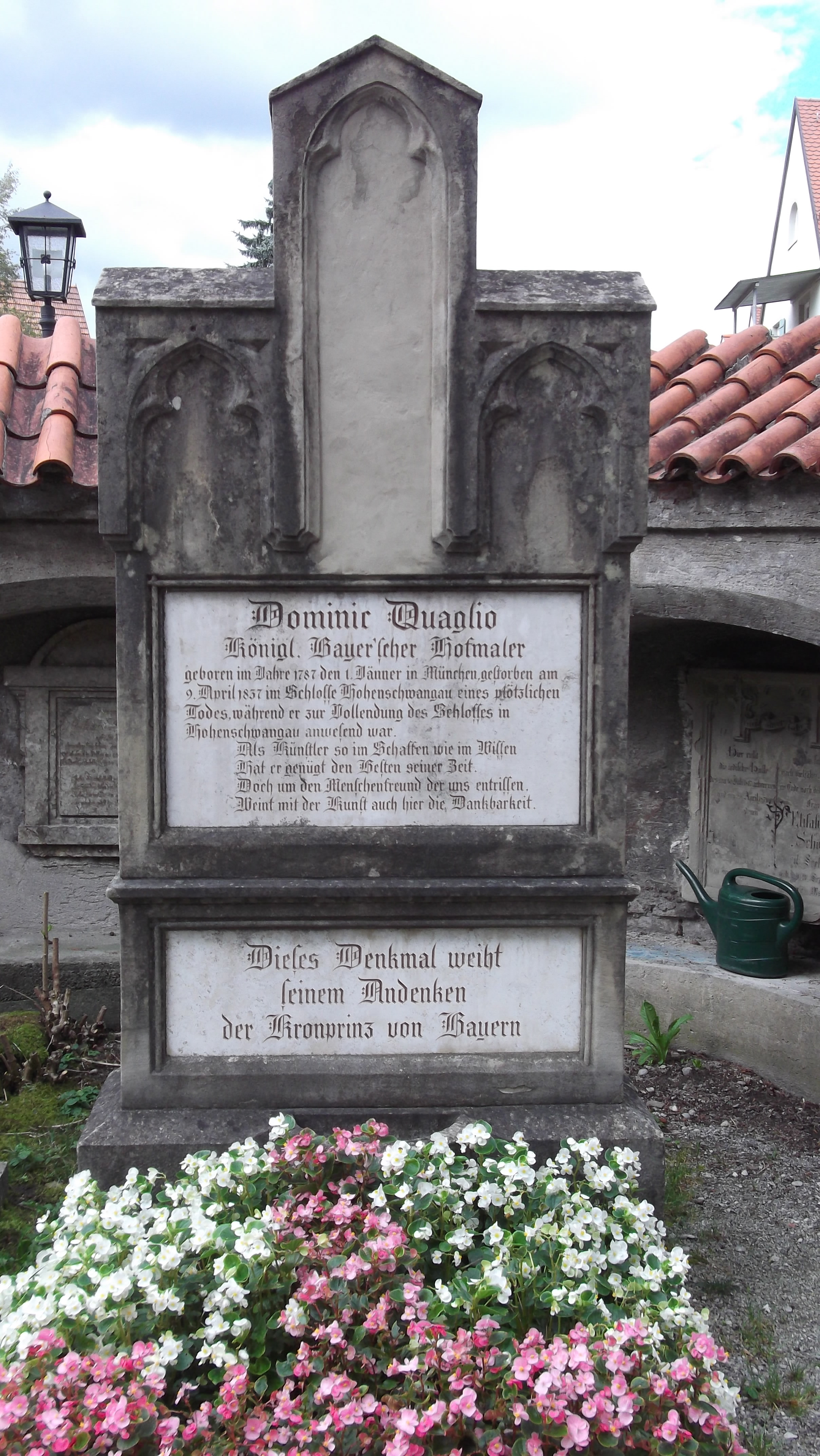
Grab von Domenico Quaglio am Alten Friedhof, St. Sebastian, Füssen

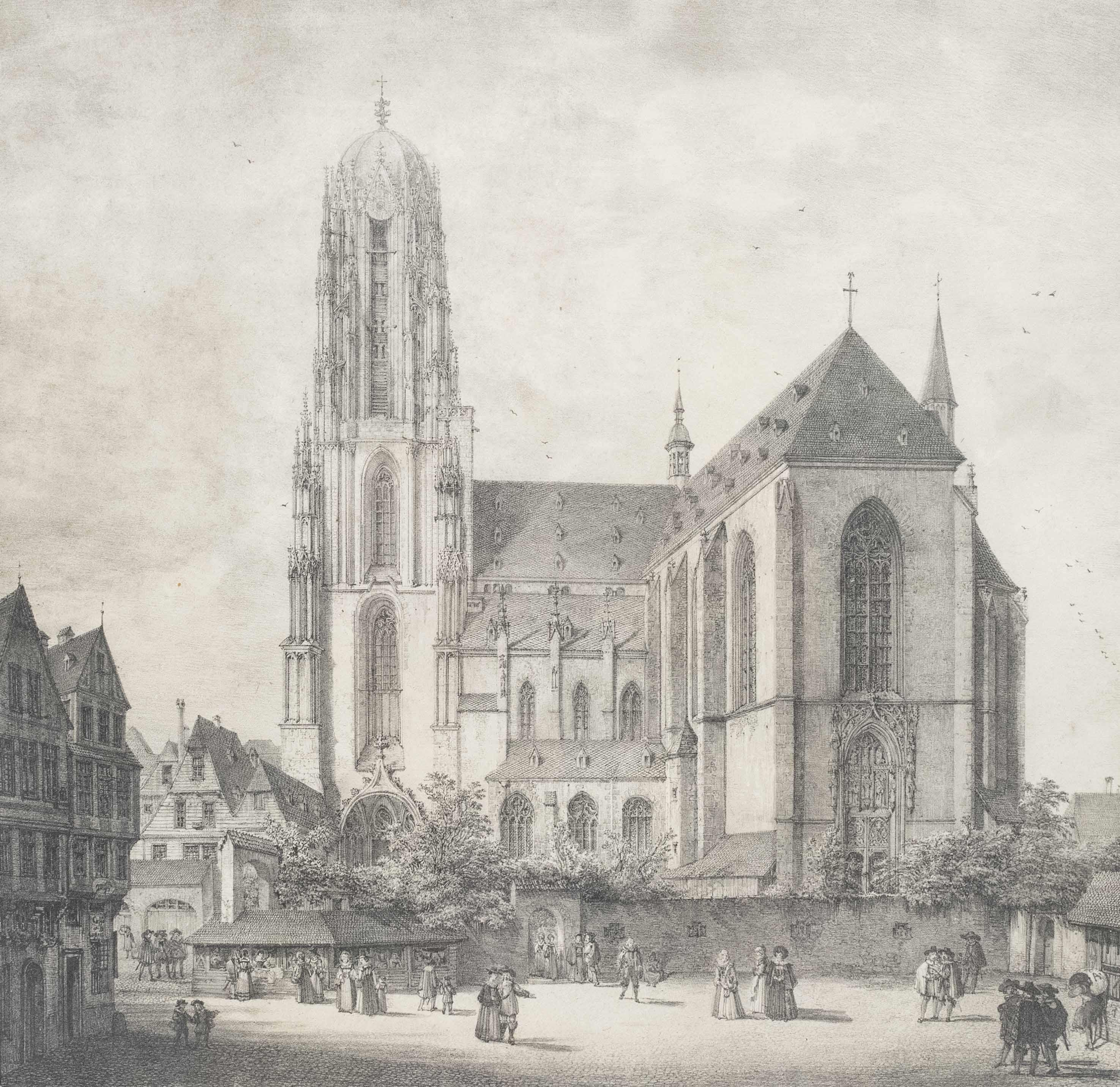
Quaglio, Dom zu Frankfurt

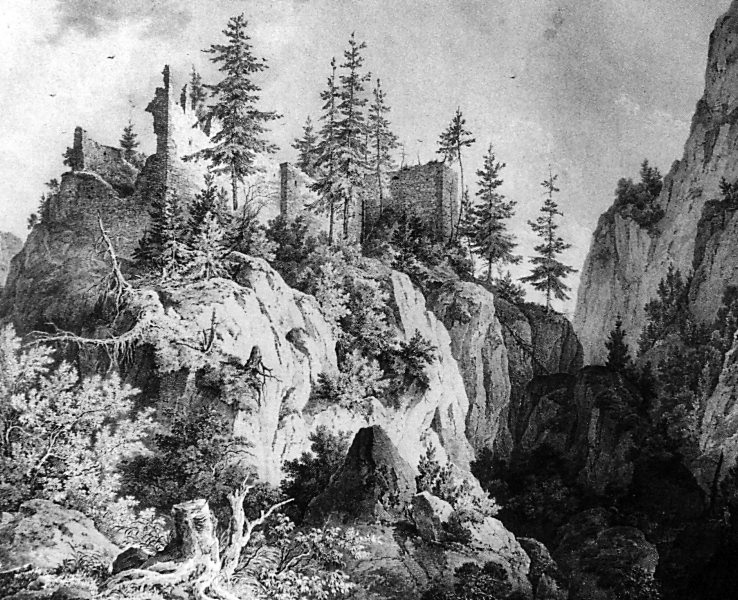
Ruine „Vorderhohenschwangau“ vor dem Bau des heute dort stehenden Schlosses Neuschwanstein. Zeichnung von Domenico Quaglio, um 1835

Johann Dominicus Quaglio (* 1. Januar 1787 in München; † 9. April 1837 im Schloss Hohenschwangau bei Füssen), genannt Domenico Quaglio [II.], war einer der bedeutendsten Architekturmaler der deutschen Romantik, Theatermaler, Lithograf und Radierer.

## Herkunft und Familie
Die weitverzweigte italienisch-deutsche Künstlerfamilie Quaglio, aus der vom 17. bis zum 20. Jahrhundert eine Reihe namhafter Maler und Architekten hervorgingen, stammte ursprünglich aus Laino im zwischen Luganer- und Comersee gelegenen Val d’Intelvi (Italien) und übersiedelte mit Kurfürst Karl Theodor von Mannheim nach München. Domenico Quaglio wurde als eines von elf Kindern des Malers und Architekten Giuseppe Quaglio geboren. Sein Bruder ist der Landschafts- und Genremaler Lorenzo Quaglio II, der als Schilderer der oberbayerischen Bauern bekannt wurde. Am 28. Januar 1819 heiratete Domenico Quaglio Josepha Sedlmayr, aus deren Ehe vier Töchter und drei Söhne hervorgingen. Die älteste Tochter Josepha heiratete 1834 den Tiermaler Benno Adam. Die zweite Tochter Agnes (1821–1854), verheiratet mit Josef Benedikt Buchner, bildete er in München selbst zur Landschafts- und Figurenmalerin aus. Sie ist Vorfahrin des Düsseldorfer Architekten Hans Junghanns.

## Leben und Werk
Domenico Quaglio wurde zunächst durch seinen Vater Giuseppe und dann an der Münchner Kunstakademie unter Carl Ernst Christoph Hess und Johann Michael Mettenleiter zum Kupferstecher und Lithografen ausgebildet. Mit seinen Kommilitonen Peter von Hess und Ludwig Emil Grimm blieb er über die Studienzeit hinaus befreundet. Seit 1803 war er Dekorationsmaler am Hoftheater in München und von 1808 bis 1814 speziell Hoftheatermaler für architektonische Szenerien, als der er auch die Bühnendekoration entwarf.
Domenico Quaglio ist der Begründer des Münchner Architekturbildes und der bedeutendste Vertreter der Vedutenmalerei der Romantik. Ausgiebige Reisen unternahm er durch Deutschland, an den Rhein, nach den Niederlanden, nach Frankreich, Italien und der Schweiz, von denen er umfangreiche zeichnerische Aufnahmen von mittelalterlichen Kirchen, Palästen, Burgen, Ruinen, Rathäusern usw. mitbrachte. Als einer der ersten verwendete er die junge Technik der Lithographie und er schöpfte deren künstlerische Mittel aus, um mittelalterliche Bauten in Druckgraphiken wiederzugeben. Seine Blätter sind den wichtigsten Inkunabeln der Lithographie zuzurechnen. Nach 1819 widmete er sich besonders der Ölmalerei.
Seine besondere Vorliebe galt, seiner romantischen Gesinnung entsprechend, den Bauwerken der Gotik. Die bedeutendsten gotischen Dome hat der Maler in ihrem seinerzeitigen Zustand festgehalten: Regensburger Dom, Kölner Dom, Frankfurter Dom, Straßburger Münster, Freiburger Münster, Ulmer Münster, Kathedrale von Reims, Kathedrale von Rouen, Dom von Orvieto usw. Darüber hinaus schuf er etliche Ansichten anderer gotischer Bauten und mittelalterlicher Städte, wie z. B. Hildesheim. Eine wichtige Folge von Gemälden behandelt Gebäude, Plätze und Straßen von München vor der tiefgreifenden Umgestaltung durch König Ludwig I. und welche der König selbst in Auftrag gab.
Quaglio erhob die Architekturmalerei wieder zu künstlerischer Bedeutung. Dabei malte er nicht künstlerisch frei, sondern mit dem Realismus der Vedute, weshalb seine Bilder vielfach auch baugeschichtliche Dokumente sind. Doch obgleich seine Bilder immer dokumentarischen Charakter haben, sind die Szenerien wie bei den Veduten Canalettos sowohl durch die Wahl des Bildausschnittes als auch durch abwechslungsreiches Spiel von Licht und Schatten, sowie durch anmutige und bewegte (auch kostümgeschichtlich interessante) Figurenstaffage belebt. Gelegentlich wird Domenico Quaglio deshalb auch als Canaletto des Nordens bezeichnet. Er wurde zum bayerischen Hofmaler ernannt und später auch als Mitglied in die Akademien von München und Berlin aufgenommen. Zusammen mit Peter von Hess, Friedrich von Gärtner und Joseph Karl Stieler gründete er im Jahr 1823 den Münchner Kunstverein, den ersten in Deutschland.
Kronprinz Maximilian beauftragte Quaglio 1832 mit dem Wiederaufbau und der Ausschmückung von Schloss Hohenschwangau. Nach seinen Entwürfen wurde die mittelalterliche Burgruine bis zum Jahr 1837 zu einem malerischen Schloss im Stil der Neogotik umgebaut. Bezeichnenderweise hatte der König die Oberleitung des Baus an Quaglio vergeben und ihm den Architekten Friedrich Ziebland nur beigeordnet. Ferner assistierte Ferdinand Jodl. Die Arbeiten nahmen ihn in dieser Zeit fast ganz allein in Anspruch und ohne Erfahrung in der Leitung eines zudem recht großen Bauwerkes, brach Domenico Quaglio kurz vor der Vollendung des Schlosses auf der Baustelle zusammen und verstarb kurz darauf im Alter von 50 Jahren. Die durch Quaglio vorgesehene Ausmalung der Räume besorgte nach seinem Tode Moritz von Schwind.
Sein Grab befindet sich auf dem Alten Friedhof in Füssen, der Grabstein ist noch erhalten und trägt die Zeilen: „Dieses Denkmal weihte seinem Andenken der Kronprinz von Bayern“.

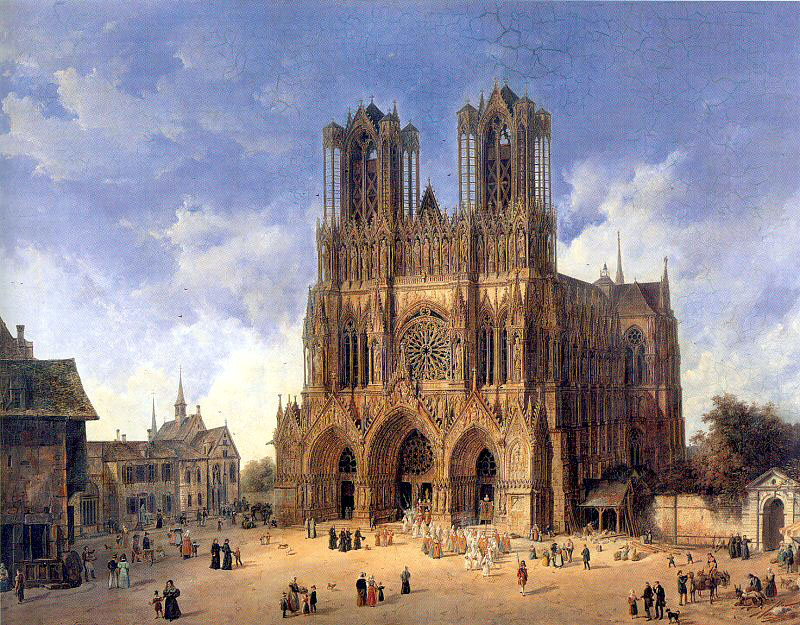
Die Kathedrale von Reims (Frankreich)
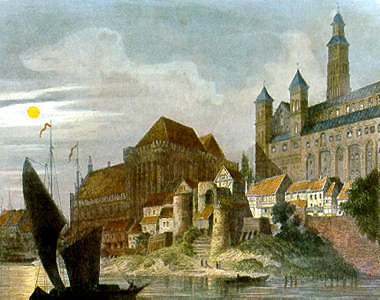
Die Marienburg in Ostpreußen, Stahlstich, 1834
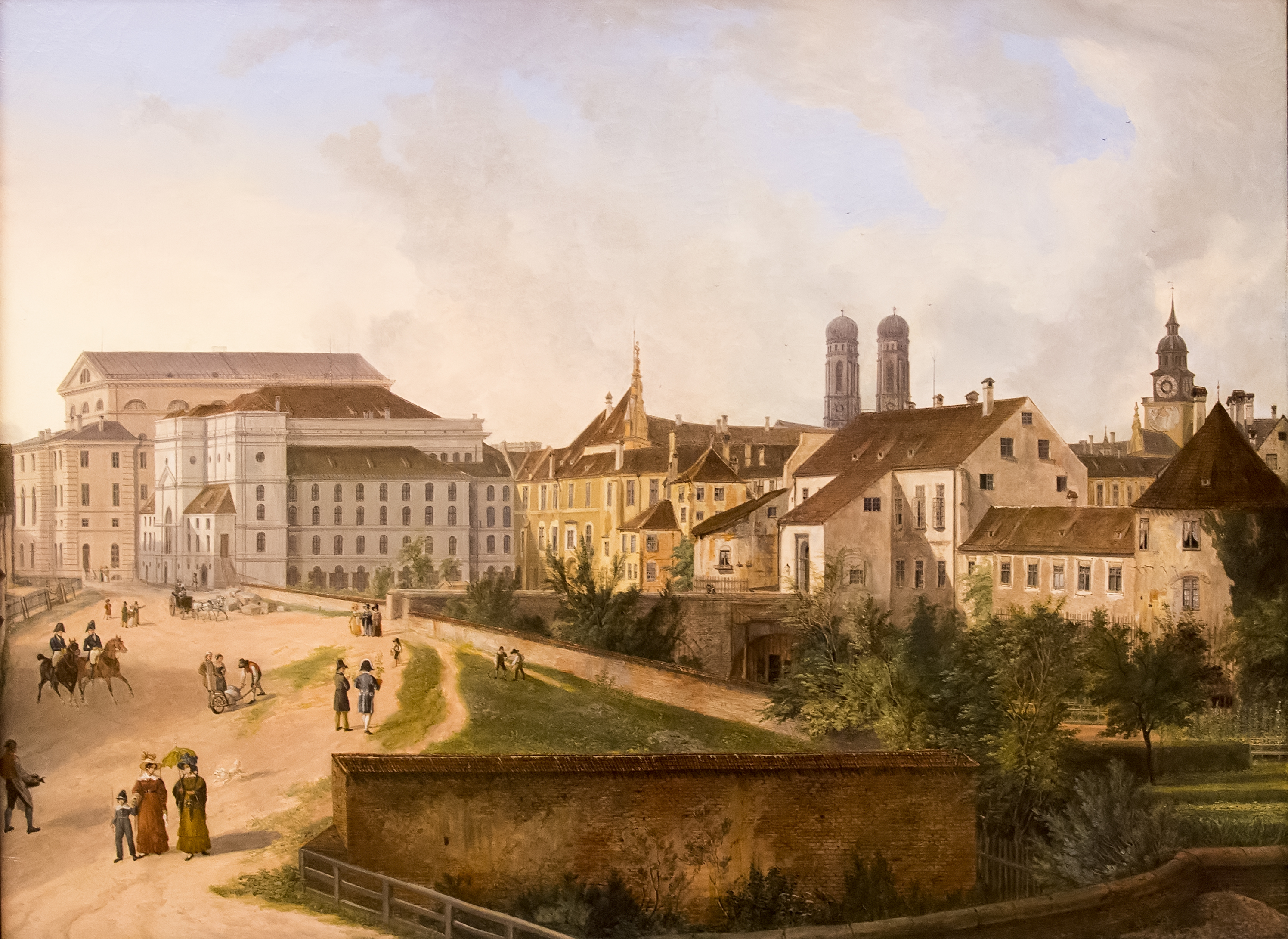
Die Königliche Residenz in München von Nordosten im Jahr 1827
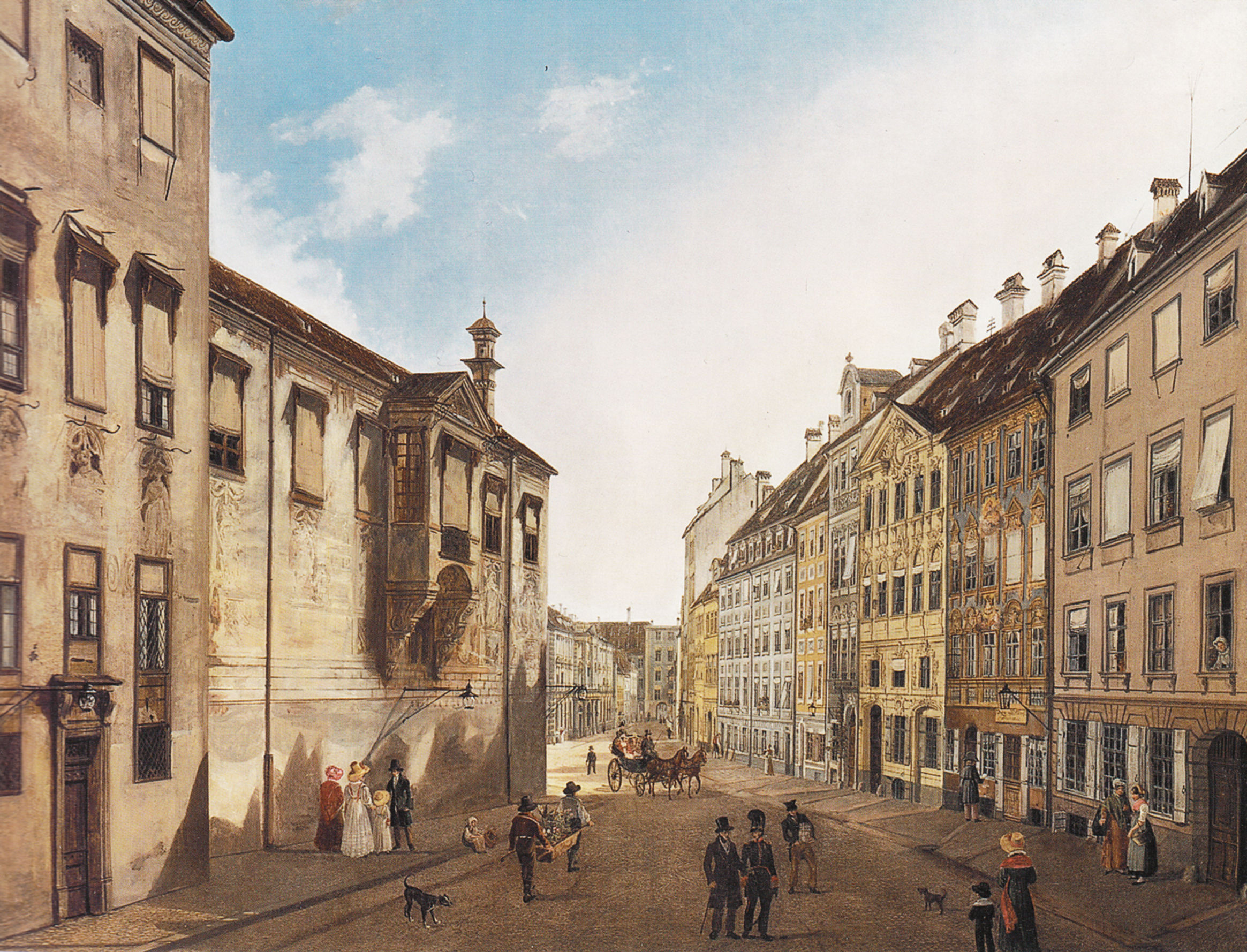
München: Die Residenzstraße gegen den Max-Joseph-Platz im Jahr 1826
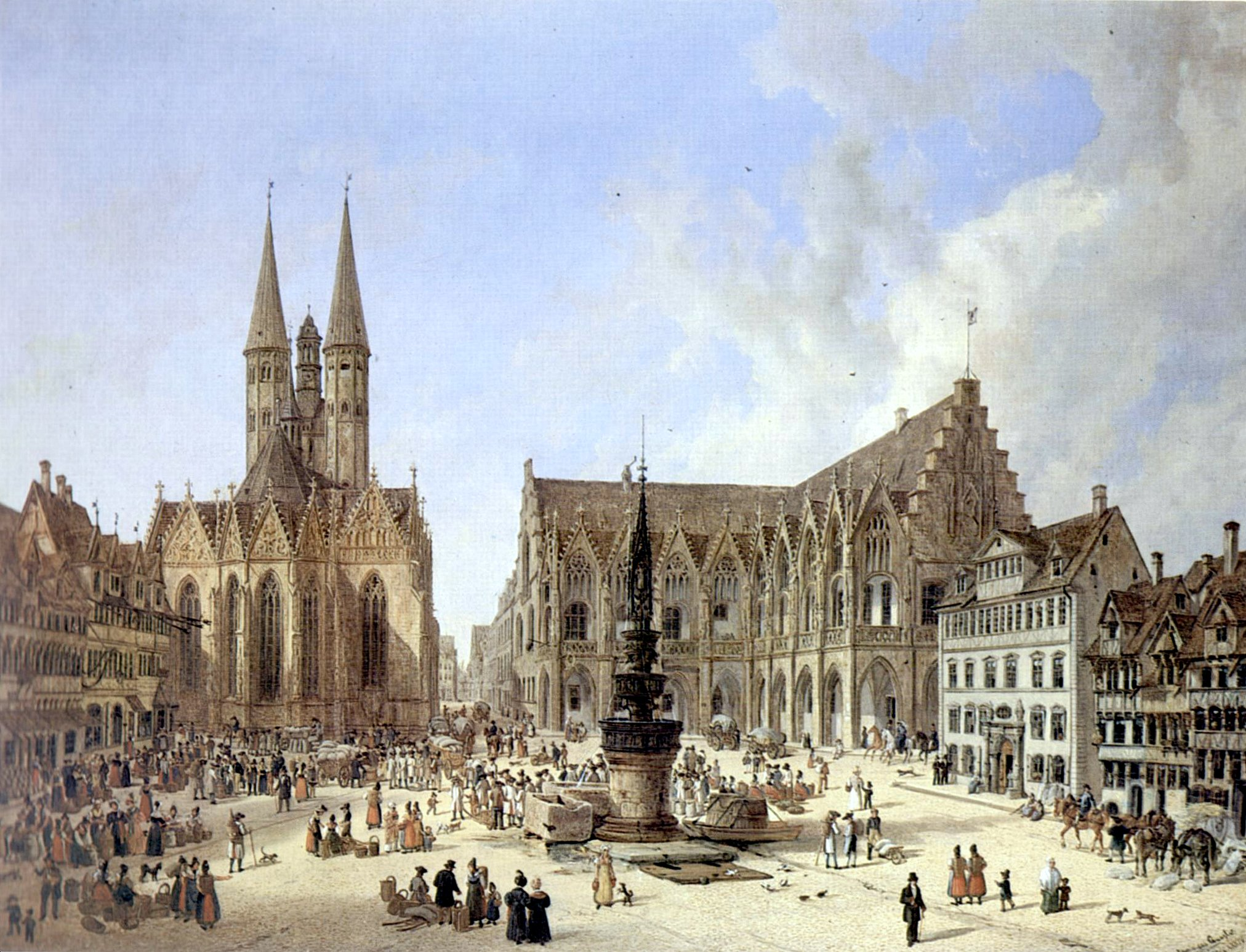
Braunschweig: Altstadtmarkt von Osten aus dem Jahre 1834.
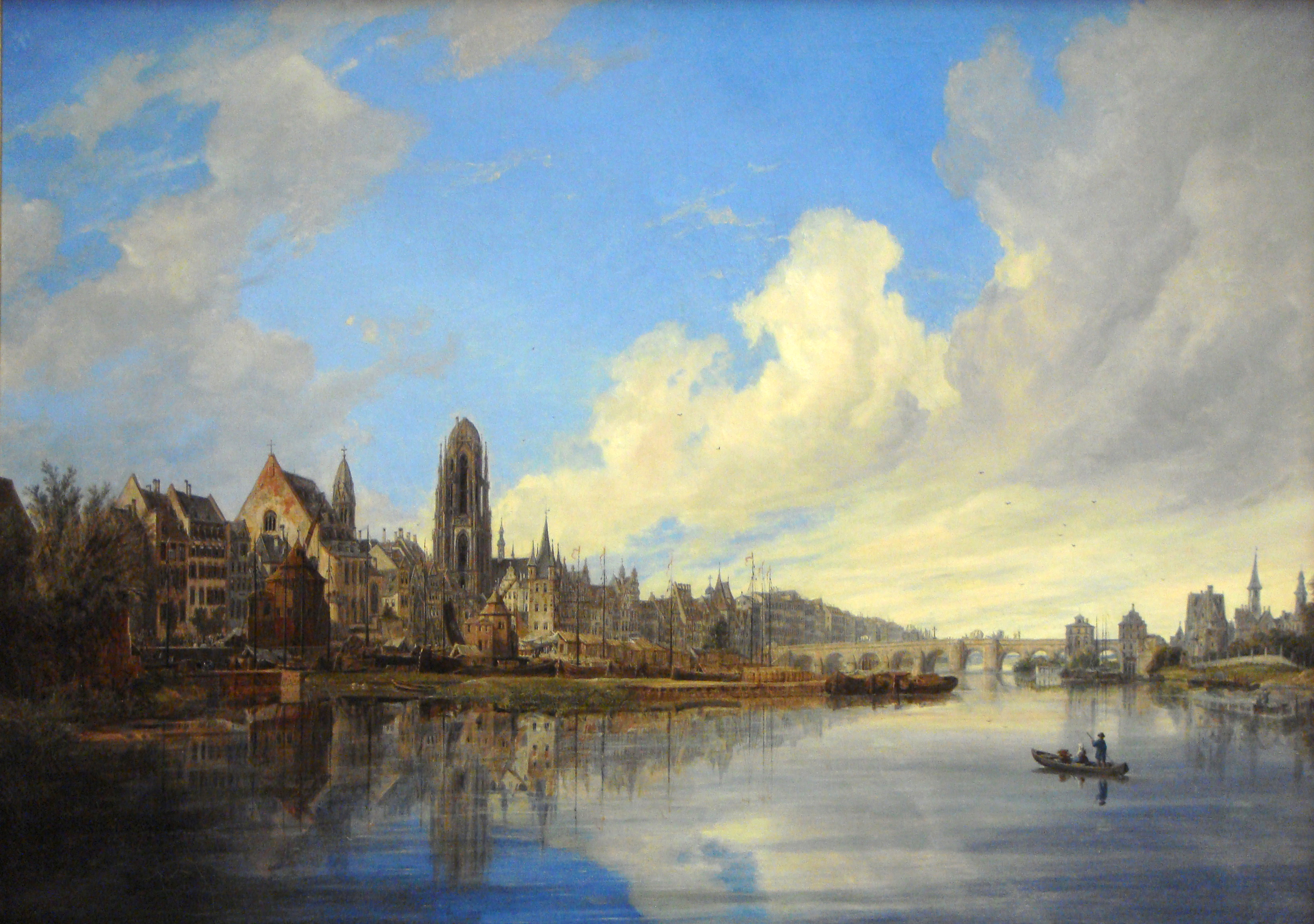
Ansicht von Frankfurt am Main, 1831

## Werke (Literatur)
Domenico Quaglio gab einige Ansichtsmappen seiner Stiche heraus:
- Sammlung merkwürdiger Gebäude des Mittelalters in Deutschland. Velten, Karlsruhe 1810 (2 Bde.)
- Ansichten merkwürdiger Gebäude in München. Hirmer, München 1811 (2 Bde.)
- Denkmäler der Baukunst des Mittelalters in Bayern. Hirmer, München 1816

## Belege
1. ↑  Domenico Quaglio auf deutsche-biographie.de (abgerufen am 4. Januar 2017).
2. ↑  Ursula Stevens: Domenico Quaglio. In: tessinerkuenstler-ineuropa.ch. 2016, abgerufen am 21. November 2016.
3. ↑  Eugen Trapp: Gemeingut aller Deutschen. Regensburger Denkmäler im nationalen Kontext 1810 - 1918. In: Arbeitskreis Regensburger Herbstsymposium (Hrsg.): Zum Teufel mit den Baudenkmälern. 200 Jahre Denkmalschutz in Regensburg. Dr. Peter Morsbach Verlag, Regensburg 2011, ISBN 978-3-937527-41-3, S. 9–14.

| Personendaten    | Personendaten                                       |
| ---------------- | --------------------------------------------------- |
| NAME             | Quaglio, Domenico                                   |
| ALTERNATIVNAMEN  | Quaglio, Johann Dominicus; Quaglio, Dominic         |
| KURZBESCHREIBUNG | Architekturmaler der deutschen Romantik             |
| GEBURTSDATUM     | 1. Januar 1787                                      |
| GEBURTSORT       | München, Deutschland                                |
| STERBEDATUM      | 9. April 1837                                       |
| STERBEORT        | Schloss Hohenschwangau, Hohenschwangau, Deutschland |